# One Moment in Time (cómic)
"One Moment in Time" es una historia de cómic de 2010 publicada por Marvel Comics protagonizada por Spider-Man. Escrito por Joe Quesada e ilustrado por Paolo Rivera, se publicó originalmente en The Amazing Spider-Man # 638–641 e inmediatamente sigue la historia de "The Gauntlet". Se destaca por revelar qué cambios hizo el villano Mephisto para salvar la vida de la tía de Peter Parker/Spider-Man, May Parker, y disolver la boda de Parker y Mary Jane Watson al final de la historia de 2007 "One More Day".
El nombre de la historia forma el acrónimo O.M.I.T., que Quesada explicó que era una referencia intencional a cómo la boda de Parker y Watson fue eliminada de la continuidad.

## Narrativa
En The Amazing Spider-Man #638, la historia se cuenta como una mezcla de flashbacks y eventos actuales. Los flashbacks son del final de "One More Day" o Amazing Spider-Man Annual #21. 
Los flashbacks usan páginas reales de los cómics originales y se mezclan con nuevas páginas que ilustran cómo los eventos fueron cambiados por el villano demonio Mephisto.
En Amazing Spider-Man #639, la historia se cuenta como una mezcla de escenas retrospectivas y eventos actuales. Los flashbacks son de "Civil War" y Amazing Spider-Man #539-543. Estos flashbacks son solo paneles de los cómics originales y no páginas completas.
En Amazing Spider-Man # 640, la historia se cuenta como los eventos alterados de "Back in Black" y "One More Day", así como otros eventos contemporáneos con esas historias.

## Trama
Mary Jane Watson le susurra a Mephisto que Peter no cambiará su matrimonio por la vida de la Tía May a menos que Mary Jane le diga que acepte el acuerdo, y que Mephisto dejará a Peter en paz para siempre cuando se cierre el trato. Mephisto acepta estos términos. En la actualidad MJ aparece en la puerta de Peter. Hablan sobre cómo se han estado comportando el uno con el otro últimamente y ambos están de acuerdo en que quieren ser amigos. Luego recuerdan lo que sucedió en lo que se suponía que sería el día de su boda. Spider-Man detiene a Electro y su pandilla. Uno de los pandilleros, Eddie, toma nota del nombre del oficial que lo arrestó. Entonces Mephisto, como una paloma roja, se abalanza y abre la puerta del coche de policía en el que se encuentra Eddie, lo que le permite escapar mientras los oficiales están ocupados esposando a Electro. Spider-Man está patrullando esa noche y escucha los disparos de Eddie disparando al oficial que lo arrestó y a su esposa. Mientras salva al policía y a su esposa, Spider-Man recibe un golpe en la cabeza con un bloque de cemento. Persigue a Eddie y lo derriba desde el costado de un edificio. Aunque Spider-Man frustra el asesinato, durante su lucha, él y Eddie caen de un edificio al suelo, y Spider-Man absorbe la mayor parte del impacto. Eddie escapa y se niega a matar a Spider-Man porque salvó la vida de Eddie. En la mañana de la boda, Mary Jane aparece, pero Peter no, ya que está inconsciente en un callejón.
Después de que Peter se pierde su boda, trata de explicar lo que le sucedió a Mary Jane, pero ella sabe que es por su lucha contra el crimen y dice que solo se casará con él si deja de ser Spider-Man. Peter se niega y Mary Jane lo deja. Después de que la tía Anna de Mary Jane la insta a reconsiderar, Mary Jane acude a Peter y le dice que siempre imaginó tener una hija con él que se parecía a los dos. Ella agrega que no puede tener hijos con él porque su vida como superhéroe no sería justa para ellos. Todavía están juntos cuando le disparan a la tía May durante los eventos relacionados con Civil War. Negándose a aceptar su muerte, Peter realiza RCP, devolviéndola milagrosamente a la vida.
Wilson Fisk, informado de la supervivencia de May por un Mephisto disfrazado, decide enviar a un sicario enmascarado tras Anna Watson. El asesino es interrumpido por Mary Jane, quien luego se convierte en su objetivo, y luego por Spider-Man, quien lo despacha y lo desenmascara, revelando que es Eddie. Spider-Man lleva a la herida Mary Jane al Doctor Strange, quien realiza un hechizo curativo sobre ella. Peter insiste en que Doctor Strange debería hacer que la gente olvide que es Spider-Man. Doctor Strange se pone en contacto con Tony Stark y Reed Richards para pedirles consejo sobre el asunto, ya que son parcialmente responsables de que la identidad de Peter se haga pública.
Tanto Richards como Stark están de acuerdo con Strange, pero se necesita algo de convencimiento. Deciden que nadie, incluidos ellos mismos y Mary Jane, recordará nada. Peter entra en un caparazón protector para protegerse de los cambios. En el último momento, salta del escudo y arrastra a Mary Jane con él para que ella tampoco lo olvide. Se despiertan en el motel y Peter explica lo sucedido. Mary Jane le pregunta por qué no podía simplemente dejarla olvidar. Ella explica que no puede estar con él porque es solo cuestión de tiempo antes de que alguien le arranque la máscara y persigan a su familia, un peligro que ella no puede permitir. De vuelta al presente, Mary Jane explica que tiene que seguir adelante y encontrar a alguien que pueda estar con él. Spider-Man, parado en una azotea, dice que la mejor persona que ha conocido lo ha liberado.

## Recepción
- El primer número recibió una calificación de 5,5 sobre 10 de IGN,[7] y un 3,5 sobre 5 de Comic Book Resources.[8]
- El segundo número recibió un 6,0 sobre 10 de IGN,[9] y un 3,5 sobre 5 de Comic Book Resources.[10]
- El tercer número recibió una calificación de 6,5 sobre 10 de IGN,[11] y un 3 sobre 5 de Comic Book Resources.[12]
- El cuarto número recibió una calificación de 6,5 sobre 10 de IGN,[13] y un 2,5 sobre 5 de Comic Book Resources.[14]

## En otros medios
La película de 2021 Spider-Man: No Way Home toma prestados aspectos de la historia, como que Peter Parker inicialmente le pidió al Doctor Strange que borrara la memoria de las personas sobre su identidad como Spider-Man, con la excepción de Michelle Jones, Ned Leeds y la Tía May después de que se reveló al mundo por Mysterio, quien también lo incriminó al final de la película de 2019 Spider-Man: Far From Home. Sin embargo, en el clímax de la película, Parker hace que Strange lance un nuevo hechizo para hacer que su existencia sea completamente olvidada para el mundo entero, incluidos sus amigos.